# Saint-Brès (Hérault)
Saint-Brès è un comune francese di 2 682 abitanti situato nel dipartimento dell'Hérault nella regione dell'Occitania.

## Società

### Evoluzione demografica
Abitanti censiti